# Bermudi na ZOI 2010.
Bermudi su nastupali na XXI. Zimskim olimpijskim igrama 2010. u Vancouveru u Kanadi. Jedini predstavnik bio je Tucker Murphy u skijaškom trčanju. Ovo im je čak 6 nastup na ZOI.

## Skijaško trčanje
- Tucker Murphy -  84. mjesto u disciplini - skijaško trčanje 15 km slobodno